# Gerhard III. (Bremen)
Gerhard III. oder Gerhard von Hoya († 11. April 1463) war von 1442 bis 1463 Erzbischof von Bremen. Er ist nicht zu verwechseln mit dem möglichen Mindener Bischof Gerhard III. (auch aus dem Grafenhaus Hoya) und dem Grafen Gerhard III. von Hoya.

## Leben
Er war Sohn des Grafen Otto III. von Hoya und der Mutter Mechthild. Diese war Tochter des Herzogs Magnus II. von Braunschweig-Lüneburg.
Als nachgeborener Sohn trat er in den geistlichen Stand ein. Er verzichtete 1429 auf das Archidiakonat Groß Stöckheim, wahrscheinlich zu Gunsten einer Domherrenstelle in Hildesheim. Im Jahr 1433 wurde er als ständiger Kommissar des Erzstifts Bremen und 1437 als Domherr in Halberstadt genannt. Es gab von der väterlichen und mütterlichen Seite der Familie seit längerem Versuche ihm das Amt eines Propstes des Blasiusstifts in Braunschweig zu verschaffen. Dort wurde er 1433 als Propst erstmals genannt. Im Jahr 1438 hat er die Propstei resigniert. Spätestens seit diesem Jahr war er Dompropst in Bremen.
Die Bischofswahl erfolgte einstimmig. Geweiht wurde er von Erzbischof Günther II. von Magdeburg. Die päpstliche Bestätigung folgte 1442.
Gerhard von Hoya hat gewaltsame Konflikte mit benachbarten Fürsten vermieden. Ihm gelang es daher den Frieden während seiner Regentschaft weitgehend zu bewahren. Das war angesichts der zahlreichen Fehden der Zeit keine geringe Leistung. Dazu schloss er 1442 Landfriedensbündnisse mit dem Bischof von Verden und den Herzögen von Braunschweig-Lüneburg. Es folgte ein Bündnis mit den Städten Bremen, Stade und Buxtehude zur Friedenssicherung und Eindämmung des Fehdewesens.
Er hat nach dem Tod des letzten Grafen von Bruchhausen, der Lehnsmann der Erzbischöfe gewesen war, dessen Land nicht als heimgefallenes Lehen eingezogen, sondern duldete es, dass seine Familie, die Grafen von Hoya, das Gebiet besetzten.
Nachgiebig war er zunächst gegenüber dem Rat der Stadt Bremen. Vor seiner Wahl versprachen die Ratsherren, sich für ihn einzusetzen, wenn er versprechen würde, die verpfändete Burg Langwedel nicht auszulösen. Später verschlechterten sich die Beziehungen offenbar, beschwerten sich doch die Städte Bremen, Stade und Buxtehude, dass der Erzbischof entgegen seiner Wahlkapitulation alte Rechte der Städte missachtet hätte. Sie schlossen daher 1445 ein gegenseitiges Bündnis.